# Адилабад
Адилабад (англ. Adilabad) — город в индийском штате Телангана. Административный центр округа Адилабад. Средняя высота над уровнем моря — 264 метра. По данным всеиндийской переписи 2001 года, в городе проживало 108 233 человека, из которых мужчины составляли 51 %, женщины — соответственно 49 %. Уровень грамотности взрослого населения составлял 65 % (при общеиндийском показателе 59,5 %). 14 % населения было моложе 6 лет.